# Jan Andrew
Janice "Jan" Andrew, född 25 november 1943 i Lindfield, är en australisk före detta simmare.
Andrew blev olympisk silvermedaljör på 4 x 100 meter medley vid sommarspelen 1960 i Rom.